# シナゼパム
シナゼパム（英：Cinazepam、BD-798、商品名Levana）は、非定型ベンゾジアゼピン誘導体である。強い睡眠薬、鎮静薬、抗不安薬としての作用を持ち、ごくわずかな筋弛緩薬としての副作用を持つ。加えて、ジアゼパム、フルニトラゼパム、ゾピクロンなどの他の多くのベンゾジアゼピン系および非ベンゾジアゼピン系睡眠薬とは異なり、シナゼパムは睡眠を阻害せず、slow-wave sleepとレム睡眠の連続性が比例して増加する。そのため、シナゼパムは生理的に近い睡眠状態をもたらし、不眠症やその他の睡眠障害の治療において、他の関連薬物と比較して有利かもしれない。
シナゼパムは、GABAA受容体のベンゾジアゼピン部位に対する親和性が、ニトラゼパムやフェナゼパムなどの他のよく知られた睡眠薬として使用されるベンゾジアゼピンと比較して桁違いに低い。さらに、マウスでは急速に代謝され、投与後30分以内に残存するシナゼパムは5％しかない。そのため、シナゼパムはベンゾジアゼピンのプロドラッグと考えられており、具体的には、3-ヒドロキシフェナゼパムが主な活性代謝物である。

## 合成

Patents: Compound #6:

The reaction between 2-amino-5-bromo-2'-chlorobenzophenone [60773-49-1] (1) and bromoacetyl bromide [598-21-0] gives 5-bromo-2'-chloro-2-bromoacetamido-benzophenone, PC33695403 (2). Finkelstein reaction with sodium iodide gives PC11375008 (3). Reaction with hydroxylamine preferentially causes alkylation by displacement of the leaving group than oxime formation. Hence, the product of this step is PC129780422 (4). Ring closure in acid led to Phenazepam 4-Oxide [1177751-52-8] (5). Treatment with acetic anhydride and Polonovski rearrangement gave PC630731 (6). Saponification of the ester yielded 3-Hydroxyphenazepam [70030-11-4] (7). Treatment with succinic anhydride completed the synthesis of Cinazepam (8).

## 関連記事
- ギダゼパム
- クロキサゾラム